# Beta Pavonis
Beta Pavonis (β Pav, förkortat Beta Pav, β Pav) som är stjärnans Bayerbeteckning, är en ensam stjärna belägen i den östra delen av stjärnbilden Påfågeln. Den har en skenbar magnitud på 3,42 och är synlig för blotta ögat. Baserat på parallaxmätning inom Hipparcosuppdraget på ca 24,1 mas, beräknas den befinna sig på ett avstånd på ca 135 ljusår (ca 41 parsek) från solen. Den rör sig bort från solen med en radiell hastighet på +4 km/s och ingår i Ursa Major Moving Group, en grupp stjärnor som har en liknande rörelse genom rymden.

## Egenskaper
Beta Pavonis är en blå till vit stjärna av spektralklass A5 IV, vilket anger att den är en utvecklad underjättestjärna som har förbrukat vätet i dess kärna och har börjat expandera på den röda jättegrenen, men har även klassificerats som A7 III, vilket skulle tyda på att den redan är en jättestjärna. Den har en massa som är ca 2,5 gånger större än solens massa, en radie som är ca 2,3 gånger större än solens och utsänder från dess fotosfär ca 66 gånger mera energi än solen vid en effektiv temperatur på ca 8 200 K.